# María Florencia Alcaraz
María Florence Alcaraz (Ramos Mejia, Buenos Aires, 1985) est une journaliste argentine diplômée en communication. Elle a co-dirigé le portail des informations féministe LATFEM et fait partie du collectif Ni Une Moins en Argentine et du Réseau International de Journalistes avec Vision de Genre en Argentine (RIPVG - AR),,,. Elle dirige le programme La Olla et elle participe au programme radio Navarro 2019 Le Destape Radio,,. Elle organise des ateliers sur le journalisme en lien avec la perspective de genre.

## Biographie
Elle a étudié le journalisme et la communication sociale à l'Université nationale de La Matanza. En radio, elle a travaillé à la FM Fribuay et à National Rock. Elle réalise actuellement des articles sur des thèmes politiques, ou judiciaires liées au genre et aux droits humains dans le programme Navarro 2019 sur la Destape radio,. En télévision, elle a été chroniqueuse dans l'émission Le Destape à C5N et après dans sa version web. En 2018, elle a conduit le programme d'entrevues "La Olla". D'un point de vue du graphisme, elle a collaboré dans de divers médias comme le magazine le Guardian, Cosecha Roja et elle a pris part à la rédaction de Infojus Noticias. Elle est co-directrice de LATFEM et collabore de façon freelance à la Revue Anfibia,,, Vice en espagnol, Volcanique, le supplément Las12, Nuestrasvoces, Le Destape, Revue MU, Genderit, Broadly et El cohete a la luna.

## Publications
- 2015. Vies en suspens. Jeunes et violence institutionnelle. Éditorial EDUVIM[24].
- 2018. Qu'il soit loi! La lutte des féminisme pour l'avortement légal. Marée Éditoriale[25],[26],[27].

## Prix
- 2014 : Prix Lola Retard. Catégorie Moyens Digitales[28].
- 2016 : Je décerne un prix Stimulation TEA et DeporTEA. Catégorie Tâche Journalistique en des Milieux Digitaux[29].
- 2018 : #Prix Gabriel García Márquez de Journalisme. Catégorie Image conjointement avec Leonardo Vaca[30],[31].